# Nowek
Nowek – wieś w Polsce położona w województwie świętokrzyskim, w powiecie kieleckim, w gminie Łopuszno
| SIMC    | Nazwa      | Rodzaj    |
| ------- | ---------- | --------- |
| 0248668 | Czarny Las | część wsi |
| 0248674 | Kresy      | część wsi |
| 0248680 | Kubiniec   | część wsi |
| 0248697 | Łazy       | część wsi |

W latach 1975–1998 miejscowość administracyjnie należała do województwa kieleckiego.